# Pterodroma gouldi
El petrel carigrís u ōi en idioma maorí (Pterodroma gouldi) es una especie de ave procelariforme de la familia Procellariidae que se reproduce en la isla Norte de Nueva Zelanda. El nombre científico de la especie conmemora ornitólogo inglés John Gould.

## Taxonomía
La especie fue descrita científicamente por el ornitólogo anglo neocelandés Frederick Hutton en 1869 como Aestrelata gouldi. Fue tratada anteriormente como una subespecie del petrel aligrande (Pterodroma macroptera) pero fue reconocida como una especie separada en 2014. Una investigación publicada en 2016 respalda la conclusión de que P. gouldi debe ser reconocida como especie distinta.

## Distribución
Solo se reproduce en el norte de la isla Norte de Nueva Zelanda. Las colonias de cría se encuentran en gran parte en islas costeras, aunque existen pequeñas poblaciones en varios sitios de la isla principal, y se reproducen con éxito en áreas con control de depredadores invasores como ratas, gatos y armiños. La colonia reproductora más grande se encuentra en la isla Moutohora, con un estimado de 95 000 parejas reproductoras. Fuera de la temporada de cría, los individuos se extienden al suroeste subtropical del océano Pacífico, incluidas Australia y la isla Norfolk, manteniéndose principalmente en el área de entre 25 y 50 grados sur. Aves vagabundas pueden ocasionalmente entrar en aguas antárticas.